# 욤 키푸르

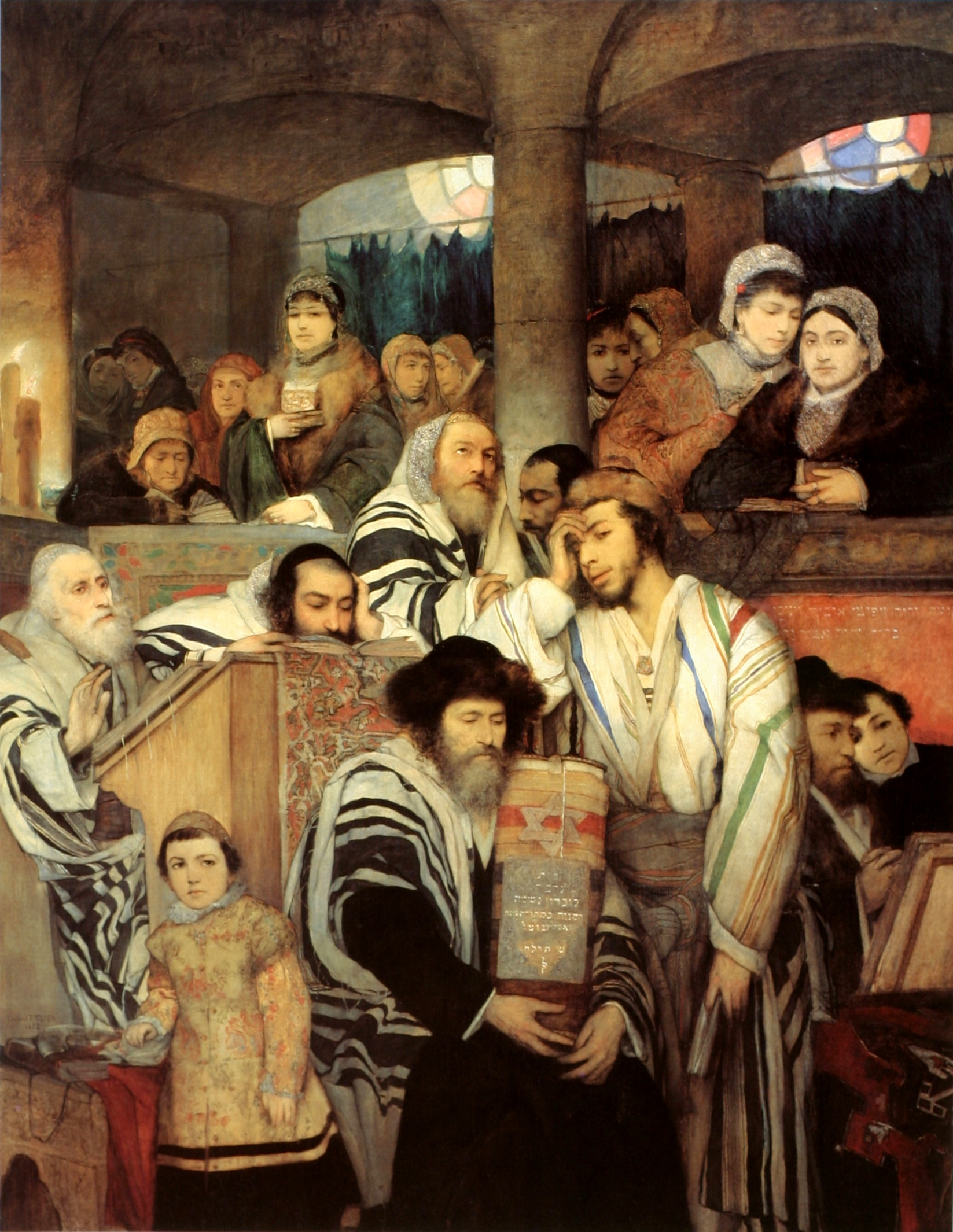

욤 키푸르(히브리어: יום כיפור)는 유대교의 속죄일이며, 히브리력으로는 티쉬레이월(7월) 10일이고 그레고리력에서는 9월 또는 10월에 속한다. 구약성서 레위기 23:27-29에 근거하는데, 레위기에 따르면 속죄일에는 하루 동안 어떤 일도 하지 못하며, 단식해야 한다고 되어 있다.
속죄일은 이스라엘 민족들의 범죄(금송아지 우상숭배)로 말미암아 모세가 첫 번째 받았던 십계명을 깨뜨려 버리고, 자복과 회개로써 하나님의 용서를 받게 된 이스라엘 민족들을 위해서, 두 번째 십계명을 받아가지고 내려오던 날에서 유래되었다.

## 같이 보기
- 아슈라